# Uvjet (SQL)
Sustavi upravljanja relacijskim bazama podataka koriste SQL uvjet ili izraz u WHERE i HAVING klauzulama da bi definirali podskup redova za SELECT naredbu.

## Primjeri
Da bi SELECT-irali jedan redak iz tablice  tab s primarnim ključem pk jednakim 100 — koristi se uvjet pk = 100:
```
SELECT
 
*
 
FROM
 
tab
 
WHERE
 
''
pk
 
=
 
100
''

```

Da bi SELECT-irali višestruke redove podataka iz tablice tab, s višestrukim primarnim ključem dk s vrijednošću 100 — koristi se uvjet dk = 100 i uvjet having count(*) > 1:
```
SELECT
 
*
 
FROM
 
tab
 
WHERE
 
''
dk
 
=
 
100
''
 
having
 
count
(
*
)
 
>
 
1

```